# Jakob Nigg
Jakob Nigg (* 6. Mai 2003 in Wien) ist ein österreichischer Handballspieler.

## Karriere

### Im Verein
Nigg begann in seiner Jugend beim UHC Tulln Handball zu spielen. Später wechselte er in die Jugend der SG Krems/Langenlois. 2017 wechselte der Außenspieler dann in die Jugend des Handballclubs Fivers Margareten. Ab der 2019/20 lief Nigg für die zweite Mannschaft der Fivers in der HLA Challenge auf. Am 10. April 2021 wurde er im Spiel gegen den UHK Krems das erste Mal in der ersten Mannschaft eingesetzt, welche an der Handball Liga Austria teilnimmt. Für die Saison 2022/23 wurde Nigg von der Liga als „Newcomer des Jahres“ ausgezeichnet, der Gewinner wurde mittels Fan-Voting ermittelt. Mit der ersten Mannschaft der Wiener nahm der Linkshänder 2022/23 und 2023/24 am EHF European Cup teil. Im Februar 2025 wurde bekannt, dass Nigg einen, ab der Saison 2025/26 gültigen, Zweijahresvertrag beim TVB 1898 Stuttgart unterzeichnet hat.

### In Auswahlmannschaften
2023 wurde Nigg erstmals zu einem Lehrgang des Nationalteams einberufen. Im November 2023 debütierte er bei der „Kempa-Trophy“ im Nationalteam. Bei der Weltmeisterschaft 2025 warf er elf Tore in sechs Spielen und belegte mit der Auswahl den 17. Platz.

## Saisonstatistik

### HLA Challenge
| Saison    | Verein                | Spielklasse   | Spiele | Tore | 7-Meter | Feldtore |
| --------- | --------------------- | ------------- | ------ | ---- | ------- | -------- |
| 2019/20   | Fivers WAT Margareten | HLA Challenge | 5      | 9    | 0/0     | 9        |
| 2020/21   | Fivers WAT Margareten | HLA Challenge | 23     | 60   | 0/0     | 60       |
| 2021/22   | Fivers WAT Margareten | HLA Challenge | 24     | 95   | 0/0     | 95       |
| 2019–2022 | gesamt                | HLA Challenge | 52     | 164  | 0/0     | 164      |

### HLA Meisterliga
| Saison    | Verein                | Spielklasse     | Spiele | Tore | 7-Meter    | Feldtore |
| --------- | --------------------- | --------------- | ------ | ---- | ---------- | -------- |
| 2020/21   | Fivers WAT Margareten | HLA Meisterliga | 1      | 0    | 0/0        | 0        |
| 2021/22   | Fivers WAT Margareten | HLA Meisterliga | 11     | 13   | 0/0        | 13       |
| 2022/23   | Fivers WAT Margareten | HLA Meisterliga | 26     | 56   | 0/0        | 56       |
| 2023/24   | Fivers WAT Margareten | HLA Meisterliga | 27     | 124  | 3/4 (75 %) | 121      |
| 2024/25   | Fivers WAT Margareten | HLA Meisterliga | 26     | 153  | 3/4 (75 %) | 150      |
| 2020–2024 | gesamt                | HLA Meisterliga | 91     | 346  | 6/8 (75 %) | 340      |